# Tașkent
Tașkent sau în uzbecă și oficial: Toșkent (cu litere chirilice: Тошкент) este capitala Uzbekistanului. Este cel mai mare oraș din Asia Centrală (către 1 ianuarie 2000 avea 2,2 milioane locuitori). Cunoscut sub numele actual din sec. al X-lea. Pînă în sec. al XIX-lea d.C., a făcut parte din diferite state central-asiatice, fără a fi însă, un oraș deosebit de important. În 1809, Tașkent a fost inclus în componența Hanatului Kokand, devenind, în scurt timp, principalul centru economic și comercial din hanat. După anexarea Kokandului la Rusia (în 1876), Tașkentul devine centru de gubernie. În 1930, Tașkent devine capitala nou-createi RSS Uzbece, în cadrul URSS-ului. 
Astăzi, orașul este un centru economic și cultural semnificativ (multiple muzee, instituții de învățământ superior, teatre, monumente de arhitectură din sec. XVI-XIX). 

## Personalități născute aici
- Tursunoy Saidazimova (1911 - 1928), actriță uzbecă;
- Margarita Zorbala (n. 1957), cântăreață greacă;
- Ulug‘bek Shodibekov (n. 1996), cântăreț, om de afaceri;
- Doniyor Kayumov (n. 1999), cântăreț, om de afaceri.